# Laserpitium
Genre
Classification phylogénétique
Laserpitium est un genre de plantes ) fleurs de la famille des Apiaceae. Ce sont des plantes herbacées originaire d'Europe et d'Afrique du Nord (Maroc).
Ce genre partage, avec le genre Laser, le nom vernaculaire de « laser ».

## Quelques espèces de la flore européenne
- Laserpitium gallicum   L. - Laser odorant, Laser de France
- Laserpitium gaudinii Moretti - Laser de Gaudin
- Laserpitium halleri Crantz - Laser de Haller
- Laserpitium latifolium L. - Laser à feuilles larges
- Laserpitium nestleri Soy.-Will. - Laser à folioles larges, Laser de Nestler
- Laserpitium prutenicum L. - Laser de Prusse
- Laserpitium siler L. - Laser siler, sermontain